# Agustín Montal Galobart
Agustín Montal Galobart (Barcelona, 1906-Barcelona, 8 de abril de 1964) fue un empresario textil español. Fue presidente del Fútbol Club Barcelona entre 1946 y 1952.

## Trayectoria empresarial
Miembro de una saga de empresarios textiles, heredó Industrial Montalfita, SA, negocio que estaba en manos de su familia desde tiempos de su abuelo, Joaquín Montal Fita. La empresa tenía una fábrica en Badalona que desarrollaba todo el ciclo del proceso algodonero: hilados, tejidos, tintes, acabados, estampados y panas. A su muerte, su hijo Agustí se hizo cargo del negocio.

## Presidencia del Fútbol Club Barcelona
Tras la guerra civil española y durante los primeros años de la dictadura franquista, entre 1939 y 1953, el presidente era designado por las autoridades del régimen. La presidencia de Montal comenzó exactamente el 20 de septiembre de 1946. Pero el éxito llegó solo en 1952, cuando el equipo bajo las órdenes de Ferdinand Daucik durante una temporada ganó cinco títulos - La Liga, la Copa española, la Copa Latina, el Trofeo Martini Rossi y la Copa Eva Duarte. Esto dio lugar a un aumento significativo en los seguidores azulgranas, por lo que se decidió comprar un terreno para la construcción de un nuevo estadio – el Camp Nou, ya que Les Corts se quedaba demasiado pequeño para dar cabida a un creciente grupo de seguidores. El 16 de julio de 1952, Montal renunció a la presidencia siendo sustituido por Enric Martí Carreto.
Su hijo Agustí Montal Costa también fue presidente del Barça entre 1969 y 1977.